# 张文彤
张文彤（1968年9月—），男，汉族，河北藁城人，中华人民共和国政治人物，曾任武汉市人民政府副市长、湖北省住房和城乡建设厅厅长、湖北省自然资源厅厅长，现任湖北省人民政府副省长，中国民主建国会中央委员会常务委员，第十三届全国政协委员。